# Новачани (Велес)
Новачани (мкд. Новачани) су насеље у Северној Македонији, у средишњем делу државе. Новачани су насеље у оквиру општине Велес.

## Географија
Новачани су смештени у средишњем делу Северне Македоније. Од најближег града, Велеса, село је удаљено 10 km северно.
Село Новачани се налази у историјској области Повардарје. Село је између леве обале Вардара на западу и Овчег поља на истоку, на приближно 320 метара надморске висине. Близу села је образовано језеро Младост, познато и као Велешко језеро.
Површина сеоског атара простире се на површини од 13,3 km².
Месна клима је измењена континентална са значајним утицајем Егејског мора (жарка лета).

## Историја
По статистици секретара Бугарске егзархије, 1905. године Новачани су чисто православно, словенско село са 520 становника, верника Бугарске егзархије. У селу је радила бугарска школа.

## Становништво
Новачани су према последњем попису из 2002. године имали 5 становника.
Већинско становништво у насељу су етнички Македонци (100%).
Претежна вероисповест месног становништва је православље.